# Xã Madison, Quận Daviess, Indiana
Xã Madison (tiếng Anh: Madison Township) là một xã thuộc quận Daviess, tiểu bang Indiana, Hoa Kỳ. Năm 2010, dân số của xã này là 2.840 người.